# 人口贩卖 (电视连续剧)
《人間蒸發》（Human Trafficking）是一部描写一名女探员秘密阻止和性奴贸易的美国迷你电视连续剧。它于2005年10月24日在美国Lifetime Television上首映，然后在加拿大的CityTV和几个主要频道上播放。由米拉·索维诺、唐纳德·萨瑟兰和羅勃·卡萊爾主演， Rémy Girard、Laurence Leboeuf、Isabelle Blais、Sarah-Jeanne Labrosse和Céline Bonnier客串。

## 获奖与提名

### 金球奖
- 迷你电视连续剧最佳女主角（提名）：米拉·索维诺
- 迷你电视连续剧最佳男主角（提名）：唐纳德·萨瑟兰

### 艾美奖
- 最佳音效奖
- 迷你电视连续剧最佳男主角：唐纳德·萨瑟兰
- 迷你电视连续剧最佳男配角：羅勃·卡萊爾

## 其他
加拿大/英国作品《性奴贸易》也是描写相同题材。
香港无线电视明珠台在2006年5月15日开始播放。
英国的天空一台 正在播放。
本剧在澳大利亚的第七频道播出。